# Psychotria punctata
Psychotria punctata är en måreväxtart som beskrevs av Wilhelm Vatke. Psychotria punctata ingår i släktet Psychotria och familjen måreväxter.

## Underarter
Arten delas in i följande underarter:
- P. p. minor
- P. p. punctata
- P. p. tenuis